# Denise Mercedes
Denise Mercedes (Jersey City, Nueva Jersey; 23 de octubre de 1991) es una modelo dominicana-estadounidense de tallas grandes y diseñadora de ropa estadounidense. Ha aparecido en BuzzFeed, Refinery29 y FabUplus Magazine. Es conocida por su línea de ropa con Rebdolls, así como por ser fundadora de la campaña #becauseitsmybody, una campaña de fotografía colaborativa que fomenta la positividad corporal.

## Carrera
Se inició en el modelaje a los 13 años. Comenzó su carrera trabajando como recepcionista en un estudio de fotografía. Su jefe le permitía modelar en sesiones de fotos como pasatiempo, que fue donde se acostumbró a posar frente a una cámara.
Cuando cumplió 16 años, empezó a enviar sus fotografías a agencias. Debido a los estándares de altura de las agencias de modelos, era difícil para Mercedes recibir representación en ese momento. A pesar de esto, continuó participando en sesiones de modelaje. En 2012, Mercedes comenzó su blog de moda para mujeres de talla grande. Fue entonces cuando empezó a colaborar con diferentes boutiques de tallas grandes.
En 2017, Mercedes comenzó una campaña de positividad corporal llamada #becauseitsmybody, un movimiento de fotografía colaborativa. Como activista de positividad corporal, Mercedes creó la campaña para celebrar la diversidad física en contra de los estándares puestos por las corporativas sobre cómo debían ser los cuerpos idóneos, animando a sus seguidores a subir fotos en las redes sociales con el hashtag "#becauseitsmybody".
Como modelo de tallas grandes ha colaborado con clientes como Forever 21, Target, J. C. Penney y Rue21. También ha trabajado con tiendas en línea más pequeñas sobre el cuerpo positivo, como Feminine Funk y Curvy Girl Fever. Dirige una línea de ropa con Rebdolls.